# Comuna Osînove, Novopskov
Osînove (în ucraineană Осинове) este o comună în raionul Novopskov, regiunea Luhansk, Ucraina, formată din satele Hvorosteane, Ikove, Makartetîne, Osînove (reședința), Suhe și Teveașeve.

## Demografie
Componența lingvistică a comunei Osînove
     Ucraineană (94,16%)
     Rusă (5,77%)
     Alte limbi (0,04%)
Conform recensământului din 2001, majoritatea populației comunei Osînove era vorbitoare de ucraineană (94,16%), existând în minoritate și vorbitori de rusă (5,77%).